# Keveren
Keveren is de naam van een voormalig gehucht uit de tijd van ontginning van de veengebieden in Noord-Holland.
Dit gehucht was gelegen ten noorden van het Naardermeer tussen de Keverdijk en de "Scheewateringe", een kade die ongeveer daar lag waar later de Naardertrekvaart gegraven werd. Dit kon worden bevestigd door bodemvondsten die gedaan zijn bij de aanleg van het knooppunt Muiderberg.
Door de naam Keverdijk in dit gebied wordt de herinnering aan het gehucht bewaard.
Bodemvondsten in de vorm van potscherven en dergelijke uit de late middeleeuwen bevinden zich voor een groot deel in het Goois Museum te Hilversum. In de zestiende eeuw was Keveren vrijwel verdwenen. In een manuscript uit 1567, geschreven door Jehan Purtyck in opdracht van Jacob van Quesnoy, beiden verbonden aan het Hof van Holland en ontcijferd door Lex Ritman, wordt op deze situatie bij het Naardermeer ingegaan.